# The Iconfactory
The Iconfactory is een bedrijf voor grafische vormgeving van iconen. Het ontwikkelt ook software voor het ontwikkelen en gebruiken van iconen en pictogrammen. Enkele bekende werken van het bedrijf zijn de pictogrammen in Windows XP, Windows Vista, Windows 7, Windows 8, Windows 8.1 en de iconen voor de gebruikersinterface en website van de Xbox 360.
The Iconfactory werd in april 1996 door Corey Marion, Talos Tsui en Gedeon Maheux opgericht en heeft sindsdien iconen ontworpen voor allerlei grote en kleine bedrijven. Het organiseerde van 1997 tot 2004 een jaarlijkse ontwerpwedstrijd van iconen, de Pixelpalooza, voor de Apple Macintosh. Deelnemers konden hardware- en softwareprijzen winnen.